# Magyarország zenéje
A magyar zene kezdete időtlen mélységekbe nyúlik vissza. A modern zenetudomány összehasonlító vizsgálatai azt mutatják, hogy a magyar zene eredetét illetően Belső-Ázsia népeinek népzenéjéhez, későbbi fejlődését tekintve pedig Európa különböző népzenei és klasszikus zenei hagyományához kapcsolódik. Erre épült az a magyar klasszikus zenei kultúra, amit a 18–20. századi európai zeneművészet is számon tart.

## Klasszikus zene

### A magyar zene kezdetei

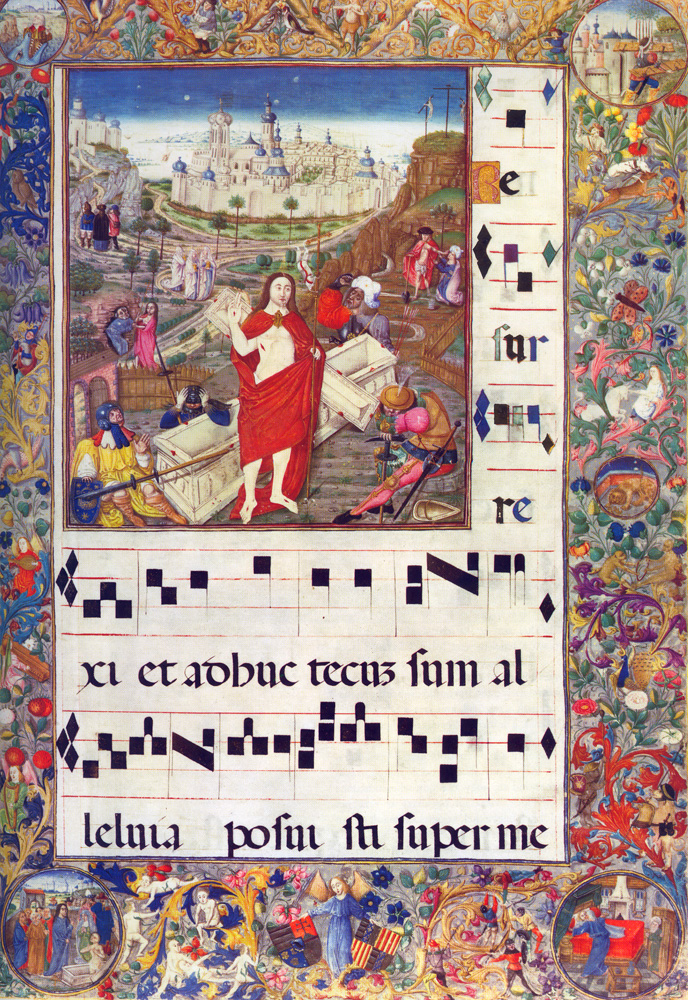
Oldal a Mátyás graduáléből

A honfoglaló magyarság zenéjéről nincsenek pontos ismereteink, de az összehasonlító zenetörténet a népzenegyűjtés eredményeinek felhasználásával a régi diatonikus siratókban és pentaton dallamokban találta meg az ugor és türk eredetű gyökereket. Levédia idejéből a bizánci, majd a honfoglalás utáni időkből szláv zenei hatások is kimutathatók. A kereszténység felvételével Magyarország a nyugati műzenei hatás volt a domináns. Első hangjegyes emlékeinket 11. század végi szerkönyvekben találhatjuk meg, de ezek még neumaírással készültek, ami nem jelöl pontos hangmagasságot. Az első vonalrendszerre írt kották a „Pray-kódex”-ben találhatók meg.
A templomi zene mellett a világi és népzenei élet is virágzott. A nyugati stílust a királyi udvarokba érkező trubadúrok ismertették meg, de korabeli világi műzenéből semmi nem maradt fenn a forrásokban. Az egyszólamúság nyilván továbbra is dominált, de egyre erőteljesebben jelen volt a nyugati típusú polifon műzene is. Mátyás idejéből feljegyzések szólnak arról, hogy a király Galliából és Germániából szerződtetett énekeseket. Beatrixnak külön énekkara volt, maga jól és szívesen játszott hárfán. Fontos zenei forrásunk ebből a korból a Mátyás-Graduále.
A török hódítás nagy visszaesést okozott a magyar zenei életben is, persze működtek a szabad területeken neves karmesterek, zeneszerzők (például Kájoni János), de tevékenységük nem tudott területileg kiteljesedni. Pedig a zenei élet nem lehetett fejletlen, ha Bakfark Bálint, aki zenei képzettségét még itthon kapta meg, világhírű lantművésszé vált külföldön. A 12. századra a világi zenében a históriás énekekről (nagy mestere Tinódi Lantos Sebestyén) a hangsúly az önálló lírai dalokra tevődött át (Balassi Bálint), a hangszeres tánczene területén kiemelendők az „ungerascá”-k, „ballo ungeresé”-k.

### A barokk és a klasszicizmus kora
A török kiűzése után az ország meglepő gyorsasággal éledt újjá, a zenei kultúra helyszínei a főúri rezidenciák, az egyházi intézmények és a városi zeneélet lettek.
A főúri rezidenciák között a legjelentősebb az Esterházyaké. Esterházy Pál Harmonia Caelestis című kantátagyűjteménye 1711-ben jelent meg, és az európai zene részeként értékeljük. Esterházy volt Kismarton első építője, aki az udvarában orgonát építtetett, csembalót vásárolt, zenekart és kórust alapított. Az Esterházy-udvar legjelentősebb karmester–komponistája Joseph Haydn volt, aki 1761-ben került Esterházy Pál Antal herceg, majd halála után „Pompakedvelő” Miklós szolgálatába. A herceg 1766-ban áttette udvartartását Eszterházára, ahol Versailles mintájú kastélyt, mellé operaházat építtetett, ahova neves énekeseket szerződtetett Itáliából és Bécsből.
A művészetpártoló főurak között jelentős szerepe volt egyes főpapoknak, akik a templomi muzsikát ellátó együttesek mellett magánzenekart is fenntartottak. Így dolgozhatott Nagyváradon Joseph Haydn öccse, Michael Haydn, majd Carl Ditters von Dittersdorf. A fővárossá lett Pozsony zeneéletben fontos szerepet játszott a magyar zeneszerző–karmester Fusz János. Fontos megemlíteni Koháry Mária Antónia grófnő nevét, aki az 1770–80-as években számos zongoraszonátát írt, s így az első magyar zeneszerzőnőnek számít.
A műzene fontos pártfogói voltak a püspöki, érseki székhelyek is. Győrben a székesegyház együttesébe a képzett zenészek egy része Kismartonból és Bécsből érkezett. A székesegyház nagy hatású karnagya Istvánffy Benedek, a 18. század legjelentősebb magyar zeneszerzője volt. Pécsre 1742-ben egy teljes bécsi templomi együttes érkezett a székesegyházba, vezetői közül Johann Georg Licklt (Lickl Györgyöt) kell kiemelni.

### A romantika zenéje

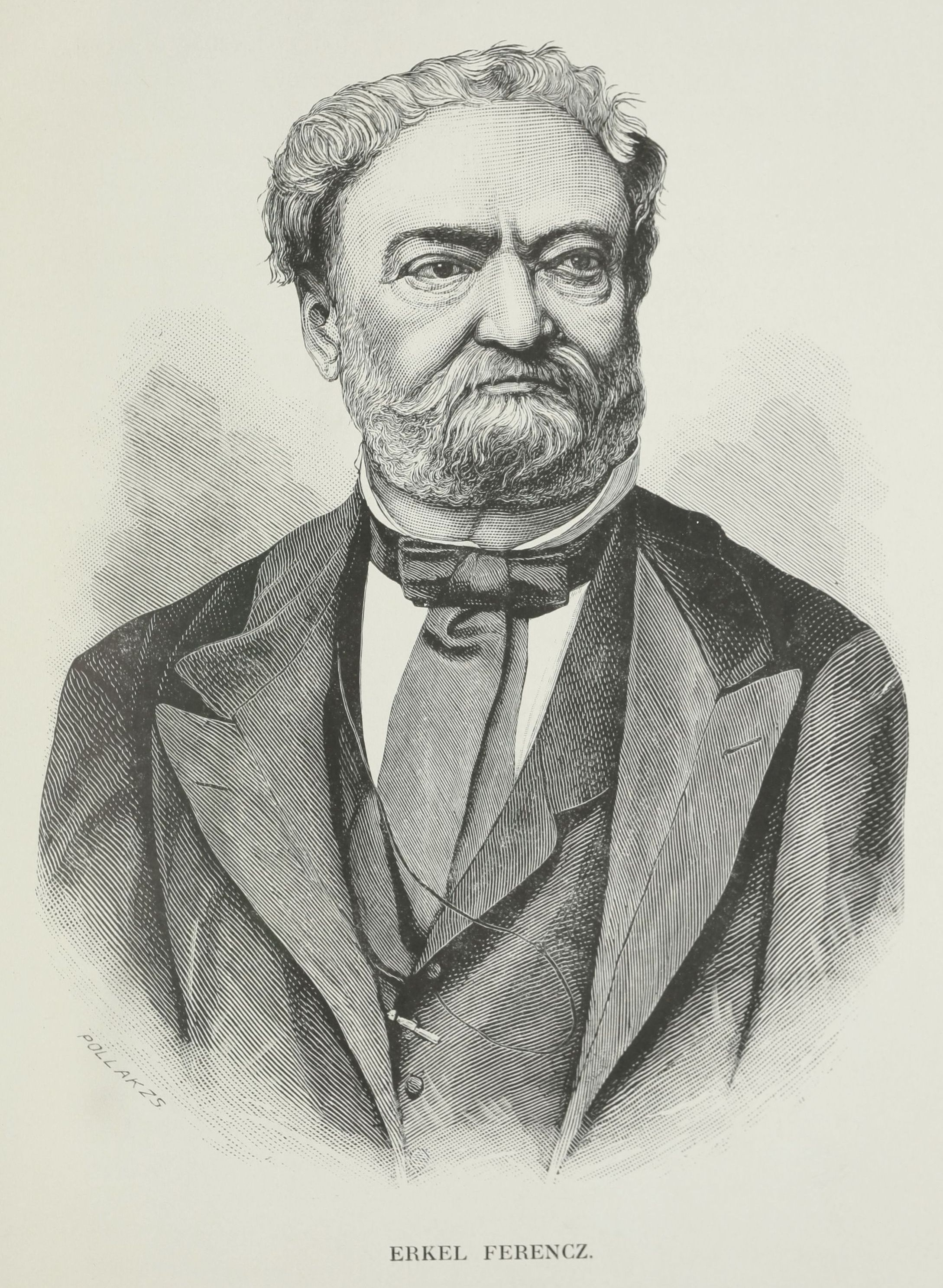
Erkel Ferenc

A 16–19. század fordulóján továbbra is meghatározó volt az egyszólamúság. Népies dalokat tartalmaz Pálóczi Horváth Ádám Ötödfélszáz énekek című gyűjteménye 1813-ból. Amade László népszerű bécsi és olasz dalokat fordított magyarra, Verseghy Ferenc pedig a bécsi klasszikusok stílusában írt új műveket. Kialakult azonban egy sokkal fontosabb és értékesebb instrumentális zene, a verbunkos, a magyar tánczene, amely a nemesi és a polgári osztályban is igen népszerű volt. A műfaj nagyjai Bihari János, Lavotta János, Csermák Antal és Rózsavölgyi Márk.
Ebben az időszakban alakultak ki a zenés színházak, melyek váltakozva adtak elő prózai és zenés darabokat. Az első magyar opera Chudy József Pikkó herceg és Jutka Perzsi című darabja volt, de Fusz János (Pyramus és Thisbe) és Ruzitska József (Béla futása) is írt operát.
A magyar nemzeti opera megteremtése Erkel Ferenc nevéhez fűződik. Erkel tevékenysége természetesen ettől sokkal sokrétűbb, zongorára írt darabokat, kórusműveket komponált, nagy hatással volt a zeneélet egészére. Legnagyobb sikerű operái a Hunyadi László (1844) és a Bánk bán (1861).

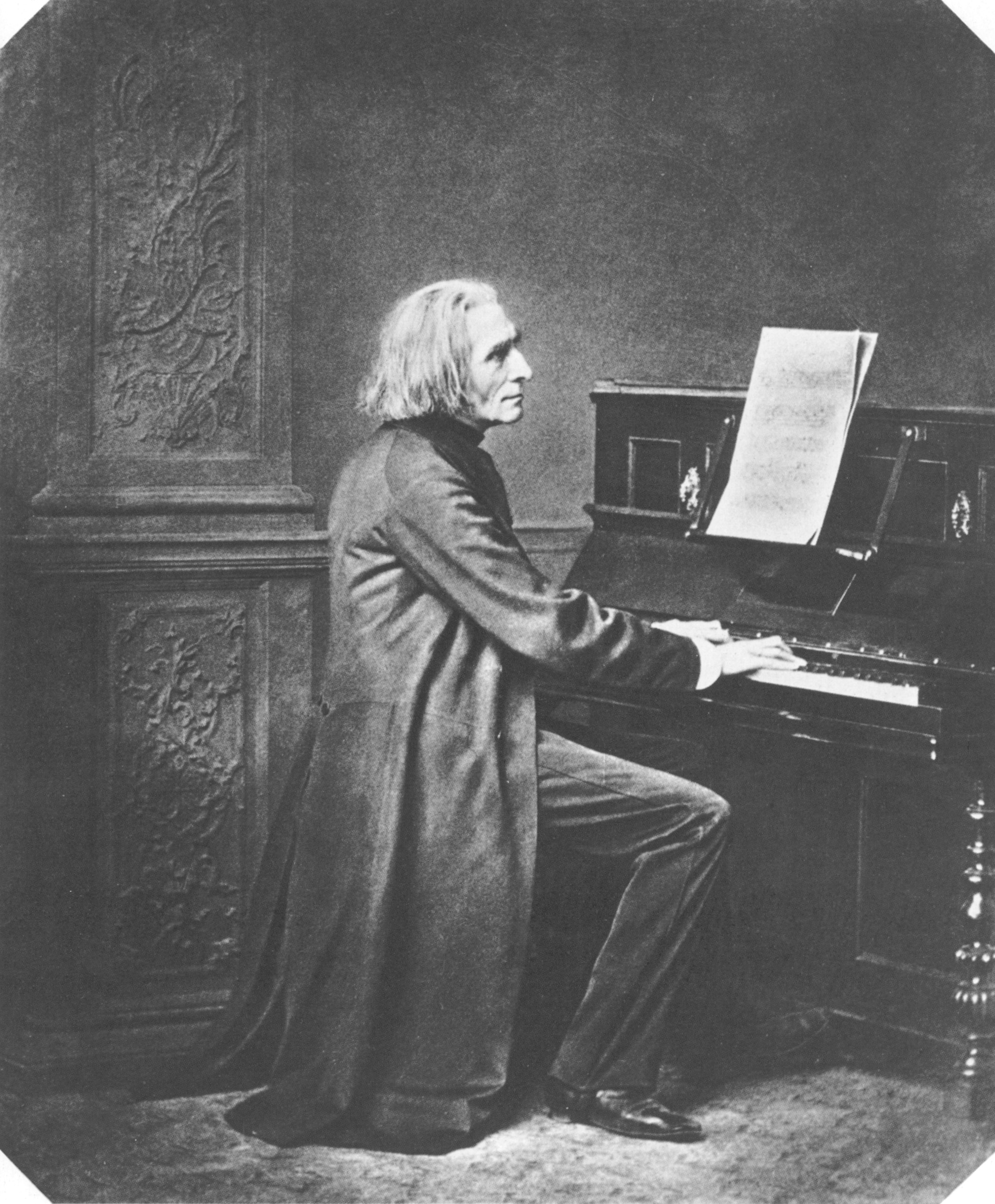
Liszt Ferenc

Az első olyan magyar zeneszerző, aki túlnőtt az ország zenekultúrájának keretein, Liszt Ferenc volt. Gyermekként került külföldre, s magyar voltára az 1838-as pesti árvíz döbbentette rá. Egyik hazalátogatása alkalmával ismerte meg a magyaros cigányzenét, és egyetemes érvényű darabokat tudott írni felhasználásukkal. A szabadságharc bukásáról gyászkompozíciókkal emlékezett meg (Funérailles – Gyászdalok). 1854-ben írta Hungaria című szimfonikus költeményét, az esztergomi bazilika felszentelésére írta az Esztergomi misét. Jelentős részt vállalt a Zeneakadémia tervének megvalósításában.
A zenei élet fellendülése révén modern, polgári értelemben vett hangversenyélet bontakozott ki az országban. Mind több városban alakultak zenekarok, hatalmasat fejlődött az előadóművészet. Reményi Ede világhírű hegedűművész volt, aki zongorakísérőként vitte magával hangversenyeire a fiatal Brahmsot. Ugyancsak világhírre tett szert Joachim József hegedűművész is, aki a magyar zene népszerűsítője, Brahms jóbarátja volt. Hollósy Kornélia és Schodelné Klein Rozália Európa ünnepelt koloratúrszopránjai voltak.
A század közepén a verbunkosból a népies műdalokon, a diákdalokon keresztül kialakult a magyar nóta, amely elsősorban a zeneileg nem túl művelt kisnemesi, polgári, népi rétegekben terjedt el, de a cigányzenekarok révén elérték a falusi rétegeket is.
A századfordulóhoz közeledve a hangversenyéletet az Erkel-fiúk és Richter János erősítette. Richter előkészítette a terepet Gustav Mahler, majd Nikisch Artúr Operaházi tevékenységéhez, akik tevékenysége révén az Opera a virágkorát élte. Az előadóművészet terén olyan nagyságok arattak sikereket itthon és világszerte, mint Auer Lipót, Hubay Jenő és Zichy Géza. A keszthelyi születésű Goldmark Károly Bécsben mutatta be Sába királynője című operáját, amivel világsikert aratott. Ekkor kezdődött a magyar operett kialakulása, a magyar operahagyományok és a bécsi zene egymásra hatásából. Nemzetközileg is sikeres szerzői: Lehár Ferenc, Kálmán Imre, Huszka Jenő.

### A 20. század zenéje

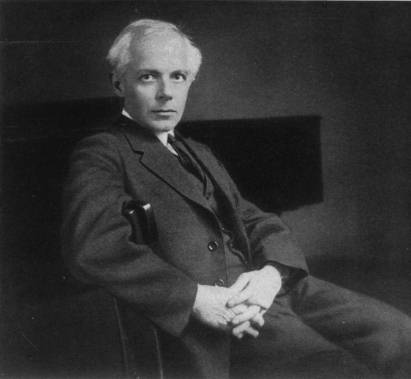
Bartók Béla

A 20. század első felének magyar zenéjére kétségkívül elsősorban Bartók Béla és Kodály Zoltán munkássága nyomta rá a bélyegét. Zenei eszmélésük után mindketten a népdal felől érkeztek, ám – a közvélekedéssel szemben – más utakat jártak be. „Míg Kodály a romantikából kinőtt nemzeti stílussal ötvözi a népdalt, Bartók azt alapelemeire lebontva a XX. század zeneszerzői feladataival méri össze, s alkot zenetörténeti jelentőségű szintézist. Így lesz Kodály elsőrendű reprezentánsa nemzeti zenénknek, Bartók pedig az egyetemes zenetörténet egyik legnagyobb alakja.”
Kodály 1923-ban komponálta Pest, Buda és Óbuda egyesítésének ötvenéves jubileumára a Psalmus Hungaricust. Ezután teljes munkabírását és tekintélyét a zenei nevelés színvonalának emelésére, s ennek részeként a kórusmozgalom megteremtésére, kiteljesítésére fordította. Zeneszerzői munkásságát, már egyértelműen a népdalok befolyásolták: Háry János (1927), Marosszéki táncok (1930), Székely fonó (1932), Galántai táncok (1933). A második világháború után az új rendszer támogatta a zenei élet kiterjesztésére tett erőfeszítéseit, zeneiskolák sora alakult, az oktatási rendszer korszerűsítése céljából kidolgozott módszerét („Kodály-módszer”) széles körben alkalmazták a világon. 1967-ben hunyt el.
Bartók Béla 1911-ben komponálta A kékszakállú herceg vára című operáját, amit azonban csak 1918-ban, A fából faragott királyfi című táncjáték sikere után mutattak be. A két háború között, elismert zongoristaként, sokat koncertezett itthon és külföldön. 1936-ban készült Zene húros hangszerekre, ütőkre és cselesztára című műve, 1939-ben a Divertimento. Amerikai emigrációjában írta a Concertót, a Szólószonátát hegedűre. III. zongoraversenyét és a Brácsaversenyét már nem tudta befejezni. 1945. szeptember 26-án hunyt el, hamvait 1988-ban szállították haza, a Farkasréti temetőbe.
A korszak fontos komponistái voltak még Dohnányi Ernő és Weiner Leó. A század folyamán – a második világháború előtt és után, valamint 1956-ban – magyar zenészek sora hagyta el az országot, és külföldön szerzett világhírt, a karmesterek közül például Doráti Antal, Ormándy Jenő, Reiner Frigyes és Solti György nevét lehet megemlíteni, de a hangszeres művészek között is voltak szép számmal (Cziffra György (zongoraművész), Frankl Péter, Pauk György, Vásáry Tamás). A személyi állományában kétségkívül meggyengült zenei élet itthon maradt tagjai közül Ferencsik János és Lehel György, Fischer Annie, Kovács Dénes, Lehotka Gábor, Svéd Sándor, Székely Mihály és mások biztosították a magas színvonalú zeneéletet. A Kodály utáni korszak új szemléletű komponistái közül néhány: Balassa Sándor, Bozay Attila, Durkó Zsolt, Kocsár Miklós, Kurtág György, Láng István, Ligeti György, Maros Rudolf, Mihály András, Petrovics Emil, Soproni József, Szokolay Sándor, Szőllősy András. Az 1970-es években már külföldi iskolázottságú komponisták is jelentkeztek: Dubrovay László, Eötvös Péter, Victor Máté. Később Decsényi János, Dukay Barnabás, Gyöngyösi Levente, Orbán György, Selmeczi György és mások is szerepet kaptak műveikkel.
A hatvanas évektől sorra alakultak az országban a vidéki szimfonikus zenekarok (Miskolc, Pécs, Szombathely, Győr, Szeged, Debrecen stb.), világhírű kamaraegyüttesek (Bartók Vonósnégyes, Liszt Ferenc Kamarazenekar). Új előadóművész generáció robbant be a hangversenyéletbe: a zongoristák közül Kocsis Zoltán, Ránki Dezső, Schiff András, azután Jandó Jenő, később Bogányi Gergely, további hangszeresek például Kelemen Barnabás, Onczay Csaba, Perényi Miklós, Szenthelyi Miklós, Szabadi Vilmos és Elekes Zsuzsa orgonaművész. A század utolsó évtizedeiben olyan énekesek tűntek fel, akik keresett és ünnepelt művészeivé váltak a világ neves operaszínpadainak: Gregor József, Marton Éva, Polgár László, Rost Andrea, Sass Sylvia. Fiatal karmesterek sora is világhírre tett szert: Fischer Ádám, Fischer Iván, Hamar Zsolt.

## Népzene

### A magyar népzene őstörténete

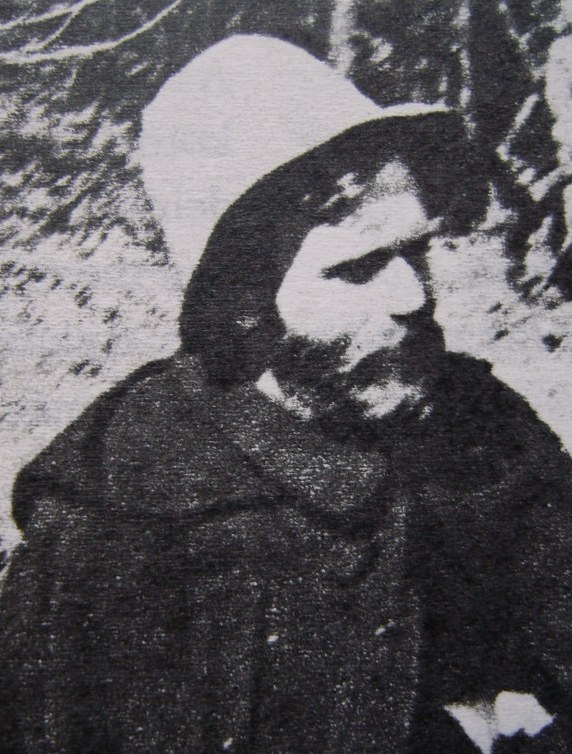
A népdalgyűjtő Kodály Zoltán 1906-ban

A magyar népzene története a magyar őstörténetbe nyúlik vissza. A zenetörténet a 19. század végén megindult népzenegyűjtés eredményeiből, Vikár Béla, majd Kodály Zoltán és Bartók Béla, később mások gyűjteményeinek felhasználásával igyekszik feltárni, milyen is lehetett ez a népzene, és hogyan alakult fejlődése. A magyar siratódallamok leggyakoribb típusa a diatonikus sirató, amely ugor eredetre vezethető vissza, osztják epikus énekekkel mutat rokonságot. Az epikus énekekre az emlékező, dicsőítő és holtakat sirató jelleg együttesen jellemző volt. A magyar sirató ennek a hajdani, általánosabb műfajnak a maradványa. Lényege, hogy szólisztikus és recitatív, szövege többnyire rögtönzésszerű, dallama ereszkedő jellegű szakaszokból áll. Megtalálhatók a magyar népzene ősi rétegeiben a türk nyelvű népekkel való együttélésre utaló, elsősorban pentaton dallamok is. Ezek egy része szintén sirató, Erdélyben és Moldvában gyűjtöttek ilyeneket. A pentaton dallamok másik része az ereszkedő típusú népdal, régi típusú népdalként szokták említeni. Strófaszerkezetük négysoros, dallamuk nem nem a pusztán a „puritán” ötfokúságra épül, ún. kvintváltással terjesztették ki szélesebb hangtartományba. A zenetudomány kimutatott a magyar zenében Levédia idejéből bizánci, majd – főleg a honfoglalás utáni időkben – szláv zenei hatásokat is. A szláv földművelőktől eredeztethetők a szokásrendhez, a rítusokhoz kapcsolódó, és az ezekhez társuló zenei minták átvétele. Míg szomszédaink szinte valamennyiétől vettünk át népzenénkbe, érdekes, hogy a német népzene semmilyen hatást nem gyakorolt a magyarra.
A magyarság akkori zenéjére a kalandozások korából van egy közvetett feljegyzés (Ekkehard krónikája), ami szerint a magyarok a Sankt Gallen-i kolostorban, mulatozásuk közepette „elkezdtek szörnyűséges hangon isteneikhez ordítozni”, nyilván énekeltek, aztán megemlékezik az írás a magyarok kürtjeleiről is. Más feljegyzés szerint az 1046-os pogánylázadás idején Vata fia János is szívesen hallgatott énekeseket. A magyar zenére a Szent Gellért legendában is találunk utalást. Eszerint Gellért püspök, miközben megszállt egy majornál, élvezettel hallgatta egy lányka éneklését, a „magyarok szimfóniáját”. Nem tudni, milyen dallam lehetett ez, valóban magyar lehetett-e, a szimfónia kitétel pedig mennyire lehet ironikus jellegű. Anonymus is beszámol arról, hogy az augsburgi vereség után a vezérek saját magukról szóló énekekben mesélték el történetüket. Énekmondók, epikus történeteket elrecitáló énekesek akkoriban gyakran vándoroltak az ország különböző vidékein, még a királyi udvarba is eljutottak. A királyi regösöket nem ritkán egy faluban telepítették le, erre utal néhány régi településnevünk (Regtelek, Regestó stb.). Hasonlóak a kürtös, dobos, sípos, igric szavakat tartalmazó helységnevek is. A regösénekek egyértelműen az Árpád-korból származnak, magjuk még korábbról. A regösök előadásaiban pogány és keresztény képek keverednek, a dallamban visszatérő és változó elemek kombinálódnak. Feladatuk az ünnepekhez kapcsolódó, Szent Istvánhoz, Máriához kapcsolódó énekek elmondása volt.
A magyarság dallamainak alakulására természetesen hatással voltak az európai kifejezési eszközök is. Maga Kodály írta, hogy „Magyarország az európai dallamvándorlás útjába ezer éve be van kapcsolva, … nálunk is életben maradtak a nép ajkán középkori dallamtípusok késő leszármazói.” A középkorra esik a hagyományok gazdagabb kibontakozása, népszokássá való összeállása, ami számos régi dallamot őrzött meg.

### Új típusú népdalok
A magyar népzene alakulására a romantika korában kialakult magyar tánczene, a verbunkos közvetlen hatással volt. A verbunkos a nemesi és a polgári osztályban is igen népszerű volt, elterjedését a zenés színházak is elősegítették, amelyek a népszínmű előadásaikat népies dalokkal színesítették. A 19. század közepén azután kialakult a magyar nóta, amely elsősorban a zeneileg nem túl művelt kisnemesi, polgári, népi rétegekben terjedt el, de a cigányzenekarok révén elérték a falvakat is. Emiatt a két világháború között a népzene erősen veszített erejéből, élő hagyománya csak a peremvidékeken maradt. Az új stílusú magyar népdalok viszont éppen az új behatások révén jöttek létre, nagyjából a 19. század közepétől. Legtöbbjük azonos kezdő- és zárósorral rendelkezik, a legelterjedtebb forma az ABBA. Az új dallamokban is megvan a régi stílusra jellemző ötfokúság és a kvintváltó jelleg. Jellegzetes új típusú például az Általmennék én a Tiszán… kezdetű népdalunk.
A népzenei kutatások fontosságára Kodály ezekkel a szavakkal hívta fel a figyelmet: „A zenei néphagyomány számunkra sokkal többet jelent, mint a régóta magasrendű műzenével rendelkező nyugati népeknek. Mi csak a népzenében találjuk meg a nemzeti hagyomány szerves folytonosságát. A művelt rétegen a sor, hogy azt felkarolja, megőrizze, majd új, művészi formában újra átadja a nemzeti közösségnek.”

## Könnyűzene

### A magyar könnyűzene kialakulása, tánczene
A könnyűzene műfaja, és maga a kifejezés is, az 1830-as években alakult ki, a szórakoztató zene szinonimájaként, főleg a párizsi mulatókban és kabarékban alakult ki. A magyar könnyűzene a 19. század derekán jött létre. Forrásai a nyugati, elsősorban német, francia, olasz dalok voltak, de merített az operettből, a lokálok, revüszínpadok, kabarék kupléiből és – nem kis részben – az új média, a dalok nélkül elképzelhetetlen romantikus hangosfilmek melódiáiból. Elterjedését a rádió és a filmek segítették, első nagy sztárjai is a filmekből kerültek ki: Karády Katalin, Jávor Pál, Gózon Gyula, Tolnay Klári. A filmdalok hatalmas sikereket arattak, sokszor a film sikerességében is döntő szerepet játszottak (Ez volt a vesztem, Hallod-e Rozika te…, Egy csók és más semmi, Köszönöm, hogy imádott, Pá, kis aranyom…, Meseautóban). Sok színész a kabarékban aratta sikereit, az ő dalaikat gyakran a rádió népszerűsítette, és megjelent a hanglemez is.
A második világháború után az ún. tánczene vette át a könnyűzene szerepét: Ákos Stefi, Breitner János, Géczy Dorottya, Hollós Ilona, Kazal László, Zsolnai Hédi és mások arattak országos sikereket, a rádióból a Szív küldi szívesen című dalküldő és kívánságműsorban az ő dalaikat kérték. A szocialista filmek is ontották a slágereket (Egy boldog nyár Budapesten, 2x2 néha 5, Egy Duna-parti csónakházban stb.). Az ötvenes évek elején a mozgalmi dalokra és a szovjet hatásra létrejött csasztuskákra emlékeztető dalok is megjelentek a rádióban, filmekben (Mint a szélvész száll a gépünk). Az ötvenes évek elején ideológiai viták folytak a sajtóban a slágerekről, az amerikai dzsessz és blues, illetve előadóik nemkívánatosak voltak, elítélő cikkek jelentek meg, ha egyáltalán megemlítették őket (ritmusorgia, kakofónia, erotikus, idiotisztikus szövegek). Nyugati lemezek elsősorban külföldet járó sportolók révén kerültek be az országba illegálisan.
Az 1960-as években jelentek meg a tánczene új szerzői és énekesei: Mikes Éva, Németh Lehel, Kovács Erzsi, Koós János, Korda György, Sárosi Katalin, Vámosi János, Toldy Mária, Záray Márta. Néhány előadó külföldi számok előadásával is próbálkozott, de a korabeli kultúrpolitika csak az olasz–francia, esetleg német slágereket engedélyezte. Külföldi énekesek is kezdtek vendégszerepelni Magyarországon: Vico Torriani vagy Yves Montand. A táncdalok iránti érdeklődést a Magyar Rádió naponta sugárzott tánczenei műsorokkal, a Magyar Televízió pedig Táncdalfesztiválok sorozatával igyekezett kielégíteni. A rendezvényeket egy későbbi elemző írás össznépi giccsparádénak nevezi. A minta az egyébként is preferált olasz tánczene hasonló seregszemléje, az Eurovíziós Dalfesztivál ötletéül szolgáló Sanremói Dalfesztivál volt. Az első Táncdalfesztivált 1966-ban rendezték meg. A rendezvény országos közfigyelem jegyében zajlott, de az Illés-együttes, a hazai beatzene reprezentánsa, hatalmas botrányt keltett a Még fáj minden csók című dallal, és szintén óriási port kavart a verseny győztese, Kovács Kati, a beat-korszak egyik emblematikus énekesnője Nem leszek a játékszered című dalával, aki már az előző évi Ki mit tud?-ot is megnyerte. A fesztiválok új, fiatal táncdalénekeseket termeltek ki, úgy mint Ambrus Kyri, Fenyvesi Gabi, Harangozó Teri, Kovács József, Mary Zsuzsi és Poór Péter többek között.
Az 1990-es éveket követően a kereskedelmi televíziózás elindulásával a tehetségkutató műsorok vették át a könnyűzenei katalizátor szerepet Magyarországon is. A leghíresebb műsorok voltak, a Megasztár, X-Faktor, Csillag születik vagy A Dal eurovíziós nemzeti dalválasztó show. Ezek a műsorok indtották el többek között ByeAlex, Caramel, Freddie, Gáspár Laci, a Honeybeast, Kállay-Saunders András, Pápai Joci, Radics Gigi, Rúzsa Magdi, Tóth Gabi, Tóth Vera, Vastag Csaba vagy Wolf Kati karrierjét is.

### A magyar rockzene kezdetei
A hagyományos táncdalok a rockzene elterjedésével, annak egyre inkább elfogadottá válása után háttérbe szorultak. A terepet – ellentmondásos egymás mellett élés után – a magyar rock, a beat vette át. A korszak reprezentánsai: Illés, Metro, Omega és a három beatlány: Koncz Zsuzsa, Kovács Kati, Zalatnay Sarolta. Több – rajongóik között legendássá vált – együttes és előadó nem jutott a szélesebb nyilvánosság elé (Scampolo, Kex, Radics Béla), néhányan csak később lettek országosan ismertek. Az utat az Illés-együttes törte, akik az első Táncdalfesztiválon még országos botrányt okoztak, az 1968-ason azonban már szinte minden díjat elvittek („Amikor én még kissrác voltam”). A magyar rockzene végérvényesen csatát nyert, képviselői a szocialista országokban ünnepelt sztárok voltak. Újabb zenekarok sora alakult, az Illés, a Metro és az Omega mellett sikerrel szerepeltek az Atlantisz, Juventus, Hungária, Neoton, Corvina, Tolcsvayék stb. Voltak azonban olyan progresszív zenét játszó, ámde a kultúrpolitika ízlésének nem megfelelő formációk, amelyek működését éppen csak eltűrték, de a reflektorfényre nem számíthattak (Tűzkerék, Dogs, Liversing). A beatkorszak lezárásaként értékelhető az 1973-ban Miskolcon, a diósgyőri DVTK-stadionban megrendezett egész napos rockfesztivál. A műsorban egymást váltva léptek fel a hazai rockélet szereplői, a Illés köré csoportosult KITT-egylet, a Nonstop, az M7, a V'73, Delhusa Gjon, P. Mobil, Bergendyék, a Generál és nagyon sokan mások.
Közben létrejött egy olyan, a világsiker ígéretét hordozó, progresszív rockzenét játszó együttes, a Syrius, amely Ausztráliában az év együttese volt, hazatérve azonban nem támogatták működésüket, pár év után feloszlottak. Az első magyar super-group, a Locomotiv GT, a külföldön már bevált minta alapján jött létre 1971-ben a legképzettebb rockzenészekből (Barta Tamás, Frenreisz Károly, Laux József, Presser Gábor). Ezt követően a magyar rockzene fejlődése – gyakran késéssel és hullámzó ingadozással – már a nyugati trendek szerint alakult. Feloszlott az Illés, létrejött a Fonográf, megalakult a Skorpió. Az Omega és az LGT nagy sikerrel szerepelt nyugaton, a diszkókorszak reprezentatív együttese a Neoton Família volt. A Piramis, a Dinamit, a Karthágó, a Korál új, sikeres együttesek voltak, de a magyar rock-popéletet csendes unalom jellemezte, hogy ezt a langyos állóvizet a miskolci Edda berobbanása bolygatta fel. Az 1980-as évektől az üzleti élet behatolása vált általánossá a könnyűzenei életbe, így a rockzenébe, és ettől kezdődően a külföldi zenei befolyások alakították a honi popzenét.

### Hardcore, metal
Metal együttesek országszerte alakulnak Magyarországon, legjelentősebb válfajai a death metal, a black metal és a thrash metal. Léteznek power metal, folk-metal és heavy metal zenekarok is. A hardcore és metalcore Budapestre és Nyugat-Magyarországra jellemző, olyan városokban, mint Győr, Szombathely, Veszprém, illetve Kelet-Magyarország és Debrecen is egyre erőteljesebb színhelye a hardcore-nak. Az első magyar, magukat hardcore zenekarnak valló együttesek az A.M.D., a Leukémia vagy a Marina revue a '80-as évek végén alakultak, majd számos együttes követe a '90-es években. Ismertebb zenekarok még a Hold X True, Fallenintoashes, Reason, Subscribe, Shock, Hatred Solution, Vortex (Megadeth tribute-zenekar), nemzetközileg is ismert együttes az Ektomorf és a FreshFabrik. Magyarországon működő extrém hardcore punk és grindcore együttesek a Jack, a Human Error, Step On It, Another Way, Gyalázat.

### Punk
A magyar punk mozgalom kezdete a nyolcvanas évek elejére tehető, amikor néhány olyan együttes bukkant fel, mint az ETA, QSS, CPg vagy az Aurora, melyekben pár dühös fiatal gyors és durva punk rock zenét játszott. Mint koruk többi zenésze, ők is gyakran kritizálták a kommunista rendszert. Miközben a brit együttesek, mint a The Clash csak játszottak a kommunista rendszer ideológiájával, Magyarország punkjainak élnie kellett benne, és egyfajta nemzeti mozgalmat alkottak annak elutasítására. Mivel zenéjük a közönség és hatóságok általi elfogadottság határán lebegett, koncertjeiket erős rendőri ellenőrzés mellett tartották. A tagok számára, akik állandó megfigyelés alatt éltek, mindig komoly esélye volt a börtönbe kerülésnek. A CPG együttes két tagját két év börtönre ítélték erkölcstelen dalszövegeik miatt. Szabadulásuk után el kellett hagyniuk Magyarországot, ahogy az Aurora énekesének is.
A rendszerváltás új helyzetet hozott és az együttesek lázadoztak a korrupció és az ország elnyugatosodása ellen. Úgy érezték, az új rendszer megtartja az előző rendszer rossz szokásait, és hiányoznak a sokak által várt pozitívumok. A dalszövegekben gyakran kerül említésre az újonnan feltűnő szervezett bűnözés és az életszínvonal még mindig alacsony mivolta.
Napjainkban a magyar punk zenének viszonylag kevés tere van, de több aktív együttes működik, akik gyakran koncerteznek az országban és a határokon túl is. A nyár számos punk és alternatív fesztivál ideje, ahol mindannyian bemutatkozhatnak. A punk zene legsűrűbb előfordulási helyszínei Budapest környékén a Vörös Yuk, a Borgödör, a Music Factory és az A38 Hajó.
Az akár huszonöt éves legrégebbi magyar punk együttesek, mint az Aurora is, Magyarország északnyugati részéből érkeztek, Győrből, és zenéjüket napjainkban a ska-punk stílus színesíti, melyből a '90-es évek legnépszerűbb együttese a HétköznaPICSAlódások nevű együttes. mellette a Junkies, a Fürgerókalábak a Prosectura, vagy a C.A.F.B. szintén a punk együttesek új hullámába tartoznak. Az új együttesek között van két jelentősebb északkelet-magyarországi zenekar, melyek California punk zenét játszanak; a nyíregyházi Alvin és a mókusok és a salgótarjáni MacSKAnadrág.

## Fesztiválok és egyéb kulturális események

### Népi és klasszikus zene
Budapest Magyarország zenei központja, Simon Broughton szerint az országban itt lehet a "legjobb népzenéket hallani". A város ad otthont az évenként megrendezésre kerülő Táncháztalálkozónak, amely fontos része a magyar zenei életnek. További nagyszabású kulturális rendezvények a Budapesti Tavaszi Fesztivál és a Budapesti Őszi Fesztivál is. A Budapesti Fesztiválzenekar rendszeresen fellép az említett két fesztiválon, a közelmúltban elnyerte a rangos Gramophone-díjat. A fesztiválok helyszínei közé tartozik a Magyar Állami Operaház (alapítva: 1884) valamint a Zeneakadémia, melyet 1875-ben nyitottak meg, egykori elnöke Liszt Ferenc, igazgatója Erkel Ferenc volt, és még ma is az ország zenei oktatásának központja.

### Könnyűzenei fesztiválok

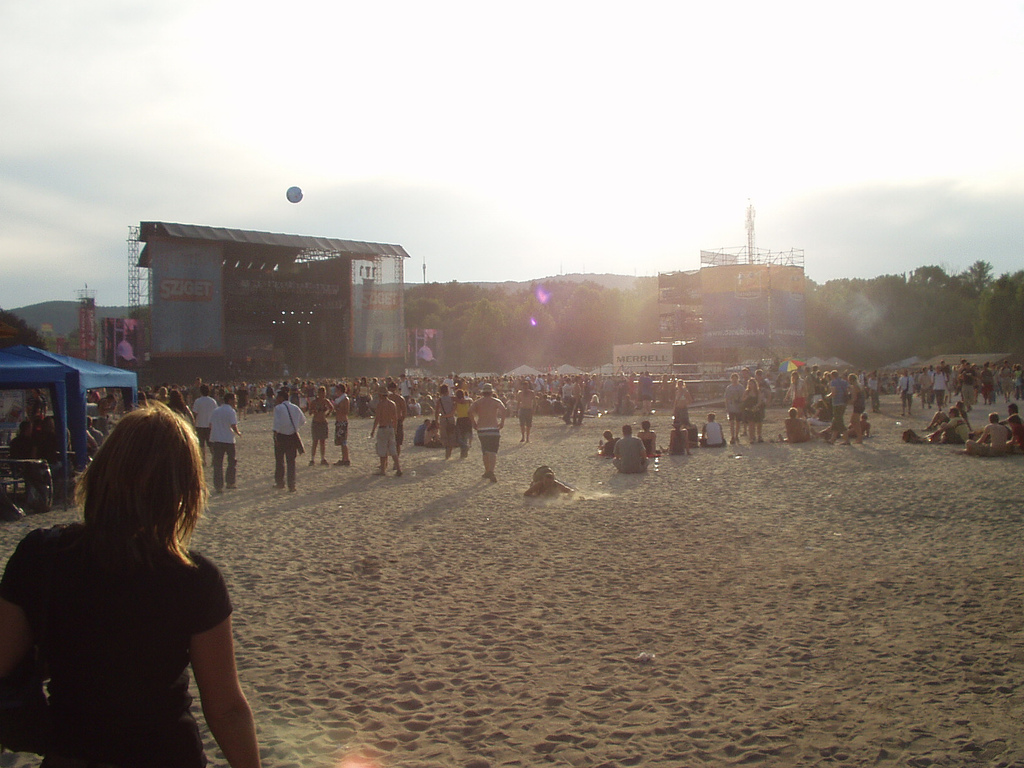
Nagyszínpad a 2006-os Sziget Fesztiválon.

Az elmúlt 15 évben számos könnyűzenei fesztivál indult útnak, melyek elsősorban a szórakozni vágyó ifjúságot célozzák meg. Ezen fesztiválok közé tartozik például az országosan is ismert Sziget Fesztivál vagy a Hegyalja Fesztivál, de vannak helyi rendezvények is, melyek szintén jelentősek.
Az 1993-ban első alkalommal rendezték meg a Sziget Fesztivált, amely a világ egyik legnagyobb szabadtéri könnyűzenei fesztiváljává nőtte ki magát. A rendezvénynek Budapest ad otthont, az Óbudai-szigeten. A rendezvényen az elmúlt években több százezren vettek részt, ez a fesztivál Magyarország legnagyobb kulturális eseménye, számos világszínvonalú előadóművésszel, minden műfajban.
Szintén 1993-ban rendezték meg -és azóta minden évben- az ország második legnagyobb zenei fesztiválját a VOLT Fesztivált, Sopronban. A fesztivál a zenei stílusok színes keveréke, népszerűsége évről évre növekszik. Az elektronikus zenét kedvelőknek 2007 óta minden évben megrendezik Zamárdiban a Balaton Sound Fesztivált a Balaton partján.
A Hegyalja Fesztivál Észak-Magyarország legnagyobb zenei fesztiválja, melynek Tokaj ad otthont. A fesztiválon évente körülbelül 50000 ember vesz részt, elsősorban az alternatív rock és hard rock kedvelői. A BalaTONE Fesztivál egy másik zenei rendezvény a Balaton északi partján, Zánkán.
Az országban található nagyobb egyetemek (diákönkormányzatokkal együttműködve) is szerveznek fesztiválokat, úgynevezett „Egyetemi napokat”.
Kisebb helyi fesztiválok:
- Szegedi Ifjúsági Napok (SZIN), Szeged
- Utcazene Fesztivál, Veszprém
- Pannónia Zenei Fesztivál (PAFE), Várpalota
- Fishing on Orfű Alterfeszt, Orfű
- Cserfő JazzLand Fesztivál, Nagykanizsa

### Honlapok
- Zenész.lap.hu – linkgyűjtemény
- Zene.lap.hu – linkgyűjtemény
- Magyar zene.lap.hu – linkgyűjtemény

### Könyvek idegen nyelven (időrendben)
- Gyula Czigány: Contemporary hungarian composers, Editio Musica, Budapest, 1970
- Anna Laskai: Hungarian composers, Hung. Composers' Union, Budapest, 2022

### Könyvsorozatok
- Mai magyar zeneszerzők, Zeneműkiadó Vállalat, Budapest, 1965–1968
- Magyar zeneszerzők, Mágus Kiadó (2014-től: Budapest Music Center), Budapest, 1998–aktív
- Zeneszerzők szóban és írásban: dokumentumok a 20. századi magyar zene történetéhez, Bölcsészettudományi Kutatóközpont Zenetudományi Intézet, Budapest, 2022–aktív